# Daley Blind
Daley Blind (Amsterdam, 9. ožujka 1990.) nizozemski je nogometaš koji igra na poziciji braniča. Trenutačno igra za Gironu. Za nizozemsku reprezentaciju upisao je 108 nastupa te zabio 3 gola.
Njegov otac je Danny Blind također je bio branič.